# Брекенридж, Александра
Александра Хетерингтон Брекенридж (англ. Alexandra Hetherington Breckenridge; род. 15 мая 1982, Бриджпорт, Коннектикут) — американская актриса. Наибольшую известность ей принесли роли в сериалах «Американская история ужасов» (2011—2013), «Ходячие мертвецы» (2015—2016) и «Это мы» (2017—2022), а также главной роли в телесериале «Виргин Ривер» (2019—н.в.).

## Ранние годы
Александра родилась в Бриджпорте, штат Коннектикут в 1982 году. Она проживала в Дэриене, Коннектикут, пока вместе с матерью не отправилась в Лос-Анджелес. Год спустя они переехали в Милл-Вэлли, штат Калифорния. В 13 лет Алекс начала проявлять интерес к пению, фотографированию и актёрскому мастерству. Карьера девушки началась в 11 лет, когда она жила в Милл-Вэлли, штат Калифорния. В 15 лет она со своей матерью переехала в Лос-Анджелес, чтобы продолжить своё дело. Её дядя — актёр Майкл Уэзерли.

## Карьера
Брекенридж начала сниматься ещё в раннем возрасте. За короткое время Алекс была приглашённой звездой в таких сериалах, как «Зачарованные», «Баффи — истребительница вампиров», «Бухта Доусона», «Хулиганы и ботаны» и «Неопределившиеся». Свою первую значительную роль девушка исполнила в фильме «Большой толстый лжец» в 2002 году, исполнив роль сестры главного героя.
У Александры множество голосовых ролей в мультсериале «Гриффины». Во время интервью FHM, она заявила, цитируя: «Когда я впервые пошла на «Гриффины», я пробовалась на гостевой голос. Не знаю, почему, но Сету Макфарлейну действительно понравился мой голос. Я никогда не пойму этого. Я ему просто нравилась, и они звонят мне все время, чтобы сделать разные вещи». Брекенридж часто озвучивает знаменитостей, таких как Сара Джессика Паркер и Рене Зеллвегер. Актриса участвовала и в других проектах Сета: в «Американском папаше» и веб-сериале «Кавалькада мультипликационных комедий».
Развивая свою карьеру, Алекс получила свою первую постоянную роль в сериале «Грязь». Там она исполнила роль Уиллы МакФерсон, молодой журналистки, которая помогает героине Кортни Кокс, главному редактору журналов «Грязь» и «Сейчас», получать очередной сенсационный материал, в надежде стать её преемницей. В 2009 году актриса снялась в независимом фильме «Мост в никуда».
В 2011 году Брекенридж достались две повторяющиеся роли в сериалах «Настоящая кровь», а также в «Американской истории ужасов», в которой она появляется в двух сезонах: в первом она играет роль Мойры О'Хара в молодости, работающей горничной в доме, в котором заперта её душа, а в третьем она появляется как Кэйли, молодая ведьма со способностью пирокинеза.

## Личная жизнь
С 22 сентября 2015 года Александра замужем за гитаристом Кейси Хупером. У супругов есть двое детей — сын Джек Брекенридж Хупер (род. 03.09.2016) и дочь Билли Брекенридж Хупер (род. 06.12.2017).

## Фильмография
| Год          |     | Русское название                                       | Оригинальное название                         | Роль                  |
| ------------ | --- | ------------------------------------------------------ | --------------------------------------------- | --------------------- |
| 1998         | тф  | Даже неудачники                                        | Even the Losers                               | девушка               |
| 1998         | тф  | Призраки улицы страха                                  | Ghosts of Fear Street                         | Кит Мёрфи             |
| 1999         | тф  | Долина саранчи                                         | Locust Valley                                 | Адрен                 |
| 2000         | с   | Бухта Доусона                                          | Dawson's Creek                                | Кейт Дуглас           |
| 2000         | с   | Хулиганы и ботаны                                      | Freaks and Geeks                              | Шелли Уивер           |
| 2000         | с   | Противоположный пол                                    | Opposite Sex                                  | Френсис               |
| 2001—2002    | с   | Неопределившиеся                                       | Undeclared                                    | Селеста               |
| 2002         | ф   | Страна чудаков                                         | Orange County                                 | Анна                  |
| 2002         | с   | Зачарованные                                           | Charmed                                       | Мишель Миглис         |
| 2002         | ф   | Большой толстый лжец                                   | Big Fat Liar                                  | Джени Шепард          |
| 2002         | ф   | Артефакт                                               | Wishcraft                                     | Кристи                |
| 2002         | ф   | Клан вампиров                                          | Vampire Clan                                  | Черити Линн Киси      |
| 2002         | с   | Баффи — истребительница вампиров                       | Buffy the Vampire Slayer                      | Кит Холбёрн           |
| 2003         | кор | Шпионки                                                | D.E.B.S.                                      | Эми                   |
| 2004         | тф  | Таинственная девушка                                   | Mystery Girl                                  | Кэти Хилл             |
| 2004         | с   | C.S.I.: Место преступления                             | CSI: Crime Scene Investigation                | Лиза «Клеопатра» Хант |
| 2004         | с   | Военно-юридическая служба                              | JAG                                           | Пиа Бонфилио          |
| 2005         | тф  | Роми и Мишель. В начале пути                           | Romy and Michele: In the Beginning            | Мишель Вайнбергер     |
| 2005         | с   | Медиум                                                 | Medium                                        | Изабель Гальван       |
| 2005         | кор | Звонки                                                 | Rings                                         | Ванесса               |
| 2005         | с   | Секс, любовь и секреты                                 | Sex, Love & Secrets                           | Мэдди Лайолл          |
| 2005         | тф  | Книга убийств                                          | Murder Book                                   | Сара                  |
| 2005—2018    | мс  | Гриффины                                               | Family Guy                                    | различные персонажи   |
| 2006         | ф   | Она — мужчина                                          | She's the Man                                 | Моник Валентайн       |
| 2006         | мс  | Американский папаша!                                   | American Dad!                                 | девушка               |
| 2006         | кор | Кролик Джек                                            | Jack Rabbit                                   | Харли                 |
| 2006         | ки  |                                                        | Family Guy Video Game!                        | различные персонажи   |
| 2007         | с   | Ясновидец                                              | Psych                                         | Бетти                 |
| 2007—2008    | с   | Грязь                                                  | Dirt                                          | Уилла МакФерсон       |
| 2008         | ф   | Искусство путешествовать                               | The Art of Travel                             | Кейт                  |
| 2008—2009    | с   | Все мои бывшие                                         | The Ex List                                   | Вивиан                |
| 2008—2009    | мс  | Кавалькада мультипликационных комедий Сета Макфарлейна | Seth MacFarlane's Cavalcade of Cartoon Comedy | различные персонажи   |
| 2009         | ф   | Мост в никуда                                          | The Bridge to Nowhere                         | Кейт                  |
| 2010         | с   | Сынки Тасона                                           | Son of Tucson                                 | Джина                 |
| 2010         | с   | Жизнь непредсказуема                                   | Life Unexpected                               | Эбби Кэссиди          |
| 2010         | тф  | Настоящая любовь                                       | True Love                                     | Эрин                  |
| 2011         | с   | Компаньоны                                             | Franklin & Bash                               | Эмили Клер            |
| 2011         | с   | Настоящая кровь                                        | True Blood                                    | Катерина Пелхэм       |
| 2011         | тф  | Купер и Стоун                                          | Cooper and Stone                              | Дженна Купер          |
| 2011         | с   | Американская история ужасов: Дом-убийца                | American Horror Story: Murder House           | молодая Мойра О'Хара  |
| 2012         | ф   | Погоня                                                 | Ticket Out                                    | Жослин                |
| 2012         | с   | Мужики за работой                                      | Men at Work                                   | Кейтлин               |
| 2012         | ки  |                                                        | Family Guy: Back to the Multiverse            | различные персонажи   |
| 2013         | с   | Спаси!                                                 | Save Me                                       | Карли МакКенна        |
| 2013—2014    | с   | Американская история ужасов: Шабаш                     | American Horror Story: Coven                  | Кайли                 |
| 2014         | с   | Рейк                                                   | Rake                                          | Брук Александер       |
| 2015         | ф   | Слендер                                                | Always Watching: A Marble Hornets Story       | Сара Коувик           |
| 2015         | ф   | Молния                                                 | Zipper                                        | Кристи                |
| 2015         | ф   | Темнота                                                | Dark                                          | Лия                   |
| 2015         | с   | Род человеческий                                       | Extant                                        | Зои Грант             |
| 2015         | ф   | Чужие дети                                             | Other People's Children                       | Ариэль                |
| 2015—2016    | с   | Ходячие мертвецы                                       | The Walking Dead                              | Джесси Андерсон       |
| 2016         | ф   | Нарушенные обеты                                       | Broken Vows                                   | Дебра                 |
| 2016         | с   | Настоящий гений                                        | Pure Genius                                   | Марго Байер           |
| 2017         | кор | Взрослые                                               | Grown Ups                                     | Карли                 |
| 2017—2022    | с   | Это мы                                                 | This Is Us                                    | София                 |
| 2018         | с   | Закон и порядок: Специальный корпус                    | Law & Order: Special Victims Unit             | Сара Кент             |
| 2018         | тф  | Рождество наступает                                    | Christmas Around the Corner                   | Клэр                  |
| 2019 — н. в. | с   | Виргин Ривер                                           | Virgin River                                  | Мелинда Монро         |
| 2020         | тф  | Любовь в магазине                                      | Love in Store                                 | Терри                 |
|              | кор | Выброшенный вроде как                                  | Cast Away Sorta                               | камео                 |

## Награды и номинации
| Год  | Награда                                                  | Категория                                               | Номинация за | Результат | Примечания |
| ---- | -------------------------------------------------------- | ------------------------------------------------------- | ------------ | --------- | ---------- |
| 2015 | Премия международного кинофестиваля мирового кино, Милан | Лучшая актриса второго плана в полнометражном фильме    | Темнота      | Победа    | [ 3 ]      |
| 2017 | Best Shorts Competition                                  | Лучший актёрский состав                                 | Взрослые     | Победа    | [ 4 ]      |
| 2017 | Best Shorts Competition                                  | Лучшая актриса                                          | Взрослые     | Победа    | [ 4 ]      |
| 2017 | Best Actors Film Festival                                | Лучшая актриса второго плана                            | Взрослые     | Победа    | [ 4 ]      |
| 2018 | Премия Гильдии киноактёров США                           | Выдающееся выступление ансамбля в драматическом сериале | Это мы       | Победа    | [ 5 ]      |
| 2018 | Gold Derby Awards                                        | Актёрский состав года                                   | Это мы       | Номинация | [ 6 ]      |